# Ramón M. Castro
Ramón M. Castro es una localidad del departamento Zapala, en la provincia del Neuquén, Argentina.

## Población
Contó con 317 habitantes (Indec, 2010), lo que representó un incremento del 12,6% frente a los 111 habitantes (Indec, 2001) del censo anterior. 
La población se compuso de 185 varones y 171 mujeres, lo que arrojó un índice de masculinidad del 52,0%. En tanto, las viviendas pasaron a ser 131.
Según el censo 2022 se conoció una población dentro de la comisión de fomento de 302 habitantes y 166 viviendas.Además, el censo dio a conocer datos de su composición poblacional (80 hombres 69 mujeres), población urbana sin población rural dispersa o localidades dispersas en el municipio (149) densidad y área urbana.
| Gráfica de evolución demográfica de Ramón M. Castro entre 1991 y 2022 |
|                                                                       |
| Fuente: Censos nacionales del INDEC                                   |

## Historia
El 21 de octubre de 1937 se inaugura la estación del Ferrocarril General Roca Ramón M. Castro.
En 1993 deja prestarse el servicio de pasajeros, permaneciendo sólo el paso de trenes de carga de la empresa Ferrosur Roca en adelante.
A través del decreto N.º 0465 del 23 de febrero de 1998 el 27 de febrero de 1998 se funda la comisión de fomento de Ramón M. Castro. Esta incluye los parajes: Santo Domingo Centro, Ramón Castro, Santo Domingo Abajo, Anticlinal, Barda Negra Sur, Punta Bardita, Bajo Guanaco, Portezuelo y La Amarga.
En septiembre de 2010 se funda el edificio comunal dejando atrás doce años de uso de la vieja estación del ferrocarril con dos oficinas para todas las funciones administrativas.

## Galería

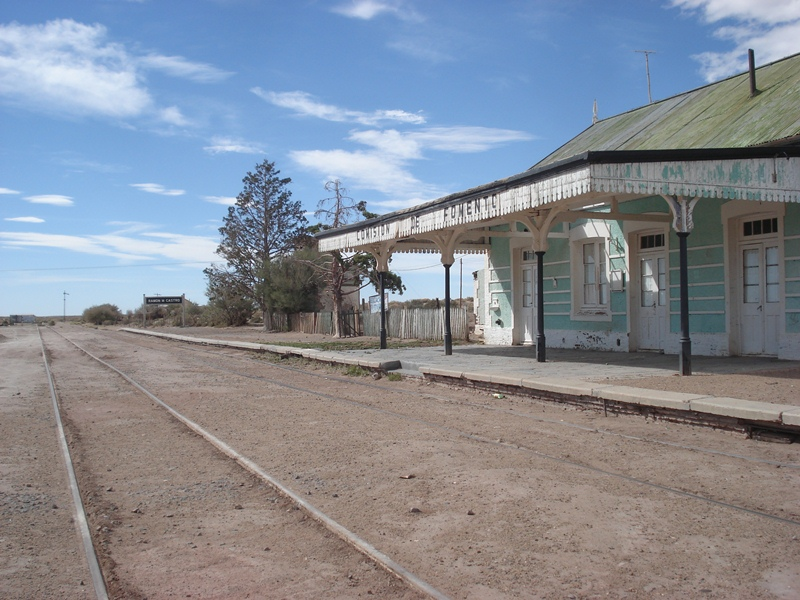
Estación del ferrocarril.
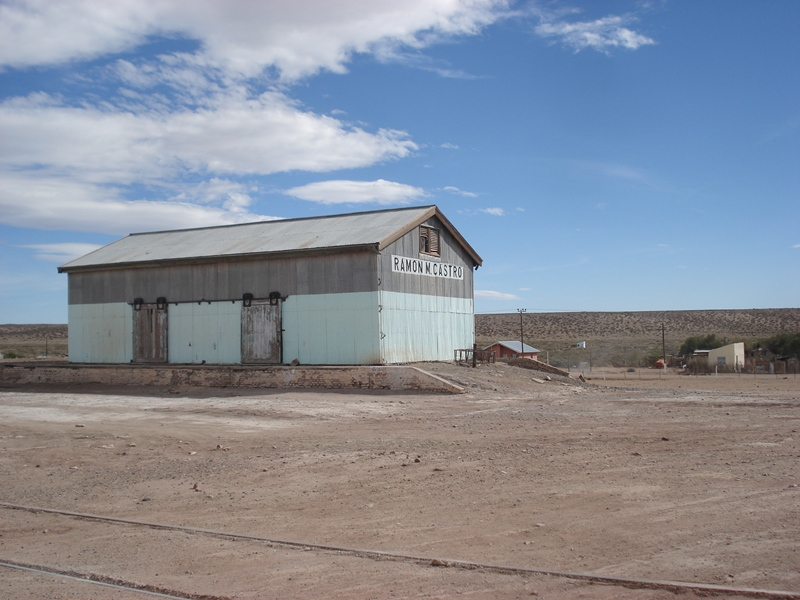
Depósito del ferrocarril.